# Vimto

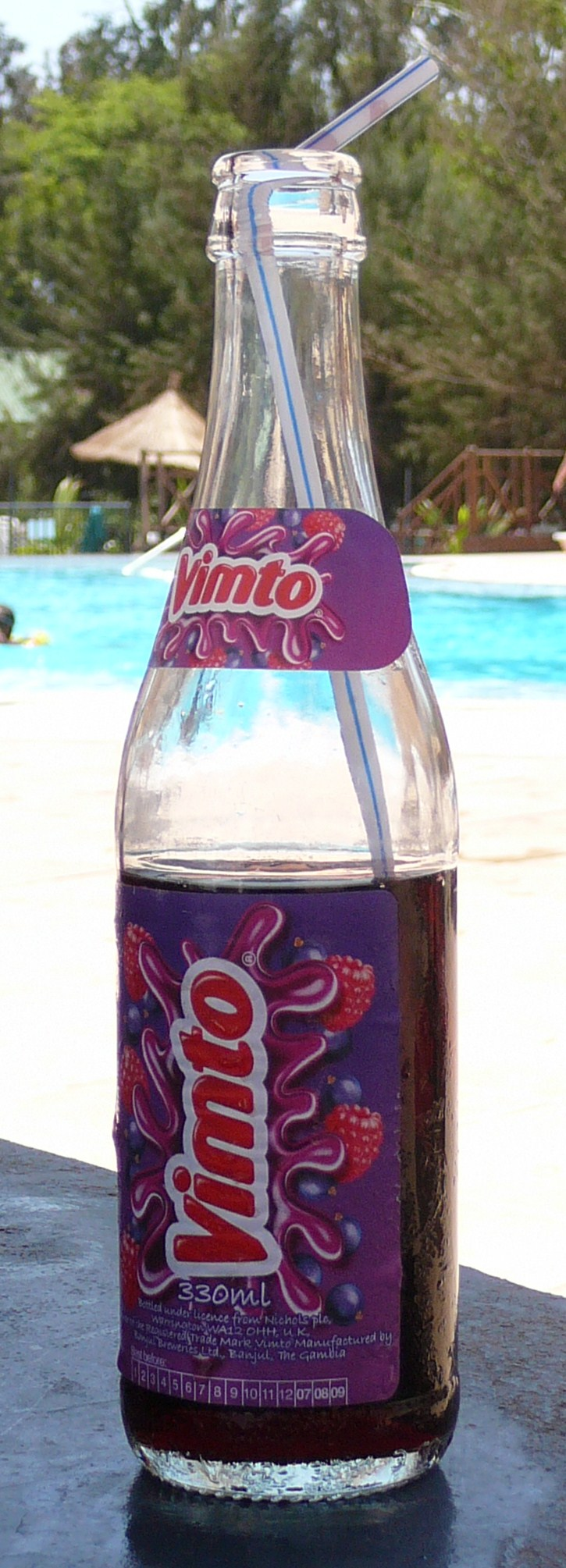
En flaska Vimto i Gambia

Vimto är en lilafärgad läskedryck från Storbritannien, tillverkad av Nichols plc. Vimto innehåller bland annat (ca 3 %) fruktjuicekoncentrat av vindruvor, svart vinbär och hallon, och diverse kryddor.
Vimto skapades 1908 av John Noel Nichols. Drycken gick först under namnet Vimtonic men namnet förkortades och Vimto registrerades som varumärke 1912. Under 1970-talet började Vimto tillverkas på licens i Saudiarabien, Kuwait och Förenade Arabemiraten. Vimto tillverkas numera även bland annat i USA, Australien och flera länder i Afrika och säljs i 65 länder. I Mellanöstern är Vimto en populär dryck under fastemånaden Ramadan. Vimto har gjort mycket reklam under fastemånaden och sägs ha sålt 20 miljoner flaskor under Ramadan 2007.
Vimto finns även i en koncentrerad saft-variant samt som godistabletter.